# Burton M. Cross
Burton Melvin Cross, född 15 november 1902 i Gardiner, Maine, död 22 oktober 1998 i Augusta, Maine, var en amerikansk republikansk politiker. Han var Maines guvernör 1952–1953 och 1953–1955.
Cross arbetade som florist och gifte sig 1927 med Olena R. Moulton. År 1941 blev han invald i Maines representanthus och efter två mandatperioder där tillträdde han 1945 som ledamot av Maines senat. År 1949 tillträdde han som talman i Maines senat.
Guvernör Frederick G. Payne avgick i december 1952 och Cross innehade guvernörsämbetet fram till 6 januari 1953. Nathaniel M. Haskell tillträdde sedan som talman i Maines senat och innehade även guvernörsämbetet i 25 timmar. Den 7 januari 1953 tillträdde sedan Cross på nytt som guvernör för den ordinarie mandatperioden. År 1955 efterträddes han av Edmund Muskie.